# جیمز کالینز (بازیکن فوتبال، زاده ۱۹۸۳)
جیمز مایکل کالینز (انگلیسی: James Michael Collins؛ زادهٔ ۲۳ اوت ۱۹۸۳) بازیکن فوتبال اهل ولز است.
از باشگاه‌هایی که در آن بازی کرده‌است می‌توان به کاردیف سیتی، وستهام یونایتد، استون ویلا و ایپسویچ تاون اشاره کرد.
وی همچنین در تیم ملی فوتبال ولز سابقه عضویت دارد.